# La voyante
La voyante er en fransk stumfilm fra 1924 af Leon Abrams.

## Medvirkende
- Sarah Bernhardt som Madame Gainard
- Georges Melchior som Jean Detaille
- Harry Baur som Detaille
- Mary Marquet som Detaille
- Jean-François Martial som André Renaud
- Lili Damita som Suzanne
- Pâquerette
- Jeanne Brindeau
- Sacha Guitry
- Paul Poiret
- Philippe Richard som André Renaud
- Jean Wells